# Mardi gras
Pour les articles homonymes, voir Mardi gras (homonymie), Mardi et Gras.
Mardi gras est une fête célébrée la veille du mercredi des Cendres, jour d'entrée dans le Carême, pendant lequel les chrétiens sont invités à faire pénitence, jeûner ou « manger maigre », notamment en s'abstenant de viande. Le mardi gras est donc le dernier jour « gras » avant les 47 jours qui le séparent de Pâques. L'esprit d'austérité, de jeûne et d'abstinence qui s'annonce est momentanément mis entre parenthèses avec le carnaval, célébration festive et joyeuse de « Carême-entrant », ou « Carême-prenant », occasion d'un défoulement collectif. 
Bien que l'origine de cette fête soit en lien direct avec la religion chrétienne, le mardi gras lui-même n'est pas une fête religieuse, et ne figure pas dans le calendrier liturgique, au contraire du mercredi des cendres.
Dans certaines traditions, les sept jours précédant le mercredi des cendres sont tous dits « gras », et certains d'entre eux sont fêtés (le « jeudi gras », le « dimanche gras »).

## Calendrier
La date de Mardi gras est mobile par rapport au calendrier grégorien (calendrier usuel qui suit le mouvement du soleil et les saisons).
Elle est fixée par rapport à la date de Pâques (célébration de la Résurrection du Christ), - laquelle est le premier dimanche qui suit la pleine lune qui suit l'équinoxe de printemps (le 21 mars) - soit donc une date toujours comprise entre le 22 mars et le 25 avril. Le Mardi gras est le dernier jour avant le début de la période de Carême, 41 jours + 6 dimanches, soit finalement 47 jours avant Pâques, soit entre le 3 février et le 9 mars.
Les dates actuelles de cette fête sont les mardis suivants, selon le comput, :
- Année dernière : mardi 13 février 2024 ;
- Année en cours : mardi 4 mars 2025 ;
- Année prochaine : mardi 17 février 2026.

Les deux jours précédents étaient jadis appelés « Dimanche Gras » et « Lundi gras », aujourd'hui, ils sont respectivement appelés « Dimanche du Pardon » et « Lundi Pur ». Au XVIIIe siècle, le premier jour gras était le Jeudi gras.

## Étymologie
Le mot « carnaval » dérive du latin médiéval carne levare, signifiant « enlever, retirer la chair », c'est-à-dire concrètement supprimer sur la table durant toute la période du Carême la viande ou, autrement dit, le « gras ».

## Festivités
Dans la Rome antique, on fêtait déjà l’arrivée du printemps avec les Calendes de mars, qui étaient l’occasion de se déguiser et de transgresser les interdits.
Dans le christianisme, avant d’entrer dans le Carême, temps de jeûne et d’abstinence, il faut profiter pour festoyer, se déguiser, danser, faire bombance, parfois jusqu’à l’excès. Les festivités associées au carnaval précèdent, dans la Tradition chrétienne, l'entrée dans le Carême pendant lequel le chrétien mange « maigre », en s'abstenant notamment de viande ou de mets recherchés le jour du mercredi des Cendres, qui marque l'entrée du Carême. L'abstinence (ne pas manger de la viande) est par ailleurs observée tous les vendredis de l'année et avec une attention particulière les vendredis de Carême.

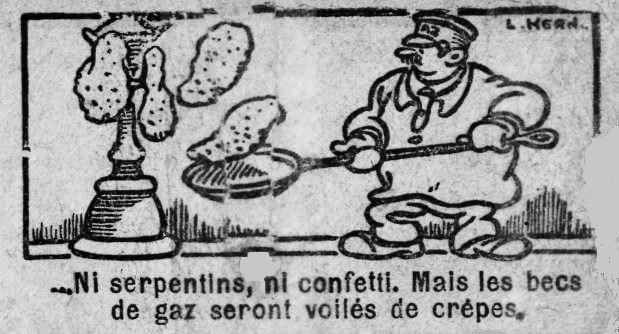
Dessin humoristique à propos de l'interdiction à Paris des confettis et serpentins, paru à la Une du Journal, le Mardi gras 17 février 1920.

Mardi gras, populairement, est aussi le jour où :
- On déguste des crêpes (composées d'ingrédients « gras » comme les œufs, le beurre), des gaufres et surtout des beignets de carnaval (appelés oreillettes en Provence, merveilles vers Bordeaux, beugnots dans les Vosges, risoles dans le massif du Jura, rissoles en Savoie, bugnes en région lyonnaise...)
- Les enfants se déguisent ou demandent aux voisins dans les villages des œufs, du sucre, de la farine, etc., pour confectionner des gâteaux ou des crêpes qui sont mangés en fin d'après-midi.

C'est surtout le temps fort du carnaval là où il est fêté. À Dunkerque, par exemple, les dimanche, lundi et mardi gras sont baptisés « les trois joyeuses ». Durant ces trois jours, le carnaval de Dunkerque atteint son paroxysme ; toute la ville se costume et défile dans la rue.
En Martinique, la tradition du carnaval remonte au milieu du XVIIIe siècle, durant la période esclavagiste.
Des regroupements culturels étaient observés entre membres d’origine similaire du point de vue linguistique et culturel. Ils se réunissaient autour de célébrations rythmées par des chants et des danses, on décrit même des épisodes de transe.
Le carnaval était à l’époque une manière de réactiver la mémoire collective, tourner en dérision des scènes du quotidien, que l’on souhaitait en général dénoncer.
Aujourd'hui, le carnaval se prépare dès la fin des fêtes de Noël et se célèbre du dimanche au mercredi des cendres sur toute l'île. Une figure représentant le roi du carnaval et les malheurs de l'année écoulée, « Vaval » est brûlé le mercredi des cendres.

## Mardi gras dans le monde

### Traditions anglo-saxonnes

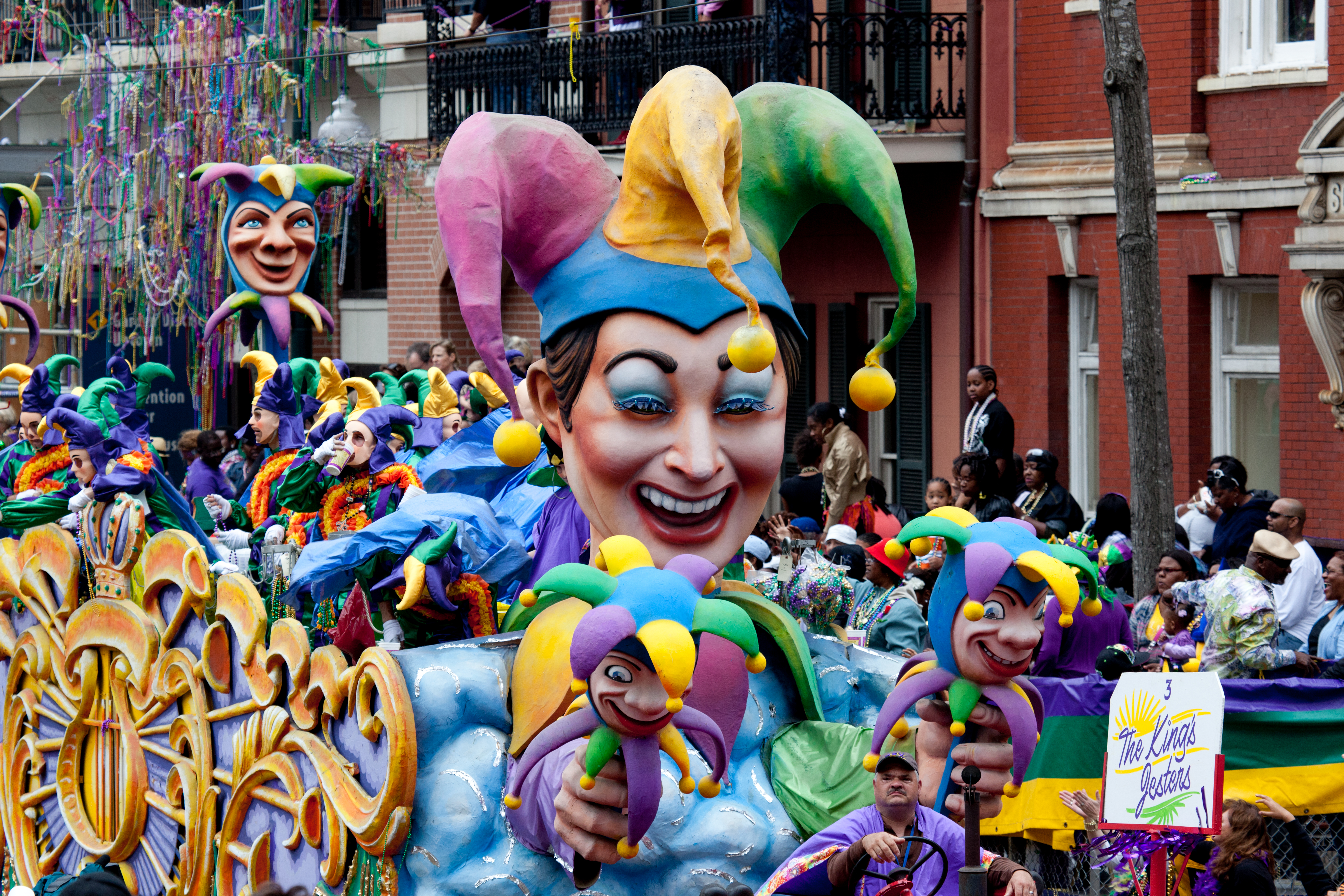
Le défilé du Mardi gras à La Nouvelle-Orléans, en 2011.

Dans les pays du Commonwealth, les traditions sont différentes mais apparentées au Mardi gras latin, sous le nom de Shrove Tuesday (Mardi de l'absolution, du verbe archaïque to shrive, « absoudre »).
Par endroits, cette fête traditionnelle est aussi appelée Pancake Tuesday. Plusieurs églises offrent des petits déjeuners ou dîners de crêpes, en sollicitant parfois des contributions caritatives. Les crêpes sont dégustées avec du sirop d'érable (au Canada et aux États-Unis) ou de la compote de fruits. Localement en Angleterre, la traditionnelle course au pancake oblige à parcourir une certaine distance en faisant tourner des crêpes à même la poêle tenue à la main, sans les laisser tomber.
À La Nouvelle-Orléans, le carnaval est nommé Mardi gras et reste une tradition très marquée. Les défilés sont accompagnés par les marching bands typiques de la musique de la région.

### Danemark
L'équivalent du Mardi gras au Danemark est le Fastelavn.

### Finlande
Les célébrations du Mardi gras d'origine finlandaise se nomment Laskiainen. Dans certaines communautés, comme celle de Palo (en)dans le Minnesota, elles sont souvent associées avec le Shrove Tuesday.

### France
Certaines villes continuent d'organiser un carnaval qui se termine généralement par le Mardi gras. Les enfants se déguisent et vont sonner aux portes en demandant des friandises. En rentrant chez eux, ils mangent des crêpes en famille. Cette tradition s'étiole peu à peu et le porte-à-porte est plutôt réservé à Halloween.

### Estonie
Le Mardi gras estonien se nomme Vastlapäev.
Tout comme leurs voisins finlandais, qui fêtent eux le Laskiainen, cette journée est associée à différentes activités qu'on pratique en général en famille ou entre amis. Il est ainsi traditionnel d'aller faire de la luge pendant cette journée et, pour se réchauffer, de manger une soupe aux pois avec du jambon.
On récupère d'ailleurs l'os du jambon. On y fait un trou au milieu et on le lie à une chaîne pour le faire tourner autour de soi et créer un bruit de sifflement.

### Russie
Le Mardi gras a pour équivalent russe, Maslenitsa, « la semaine des crêpes ». C'est une fête folklorique russe qui date de l'ère païenne. Elle est célébrée la semaine précédant le Grand Carême orthodoxe (sept semaines avant Pâques). Elle est donc le Carnaval orthodoxe.

### Suède
Les Suédois consomment traditionnellement un semla, brioche fourrée à la pâte d'amande et à la crème, pour mardi gras (fettisdag en suédois).

### Suisse
Dans le canton de Fribourg, une tradition méconnue perdure dans les villages de Villars-sous-Mont et Neirivue, chaque matin du Mardi gras : au rythme du tambour, les écoliers paradent de porte en porte, déguisés en soldats, chantent et récoltent des pièces de monnaie.
On observe quelques différences dans le déroulement du rituel entre les deux villages, pourtant très proches l’un de l’autre : les garçons de Neirivue portent un képi et ne sont pas armés ; ceux de Villars-sous-Mont portent un bonnet et sont armés d’un fusil de bois.
L’origine de la pratique est assez énigmatique : selon plusieurs habitants du village, elle pourrait remonter à l’époque des guerres napoléoniennes, vers 1800. Elle pourrait également trouver son origine dans des parades plus anciennes.
De nos jours, les plus âgés se chargent chaque année d’apprendre le chant et les exercices aux plus petits. Leur motivation première est pécuniaire, puisque chaque enfant peut gagner jusqu’à 100 francs. Chacun a sa place : le chef, le tambour, le porte-drapeau et au moins un soldat. « Ils doivent être quatre au minimum. S’il n’y a que trois écoliers ou moins au village, le défilé ne peut avoir lieu » explique la maman d’un des petits soldats, organisatrice de l’événement en 2011. Le cas ne s’est que rarement produit. Et l’entrée dans la troupe est, à ce jour, réservée aux garçons : « Nous portons un fusil, pas une baguette de fée ! », précise un des petits participants.

## Comptines, dictons, citations

### Comptines
- Mardi gras, t'en va pas, tu mangeras des crêpes. Mardi gras, t'en va pas, tu mangeras du chocolat.
- Mardi gras est mort, il est pas mort il dort, Ah !! Mardi gras !! T'en fais pas, t'auras des crêpes. Ah !! Mardi gras !! T'en fais pas, t'en auras pas (comptine boulonnaise, Pas-de-Calais).
- Mardi gras, ne t'en va pas, je fais des crêpes, je fais des crêpes. Mardi gras ne t'en va pas, je fais des crêpes et tu en auras[9].
- Mardi gras est mort. Il faut l'enterrer. Sa femme qui pleure, faut la consoler. En une, en deux, en trois, saute Mardi gras[9].

### Dictons

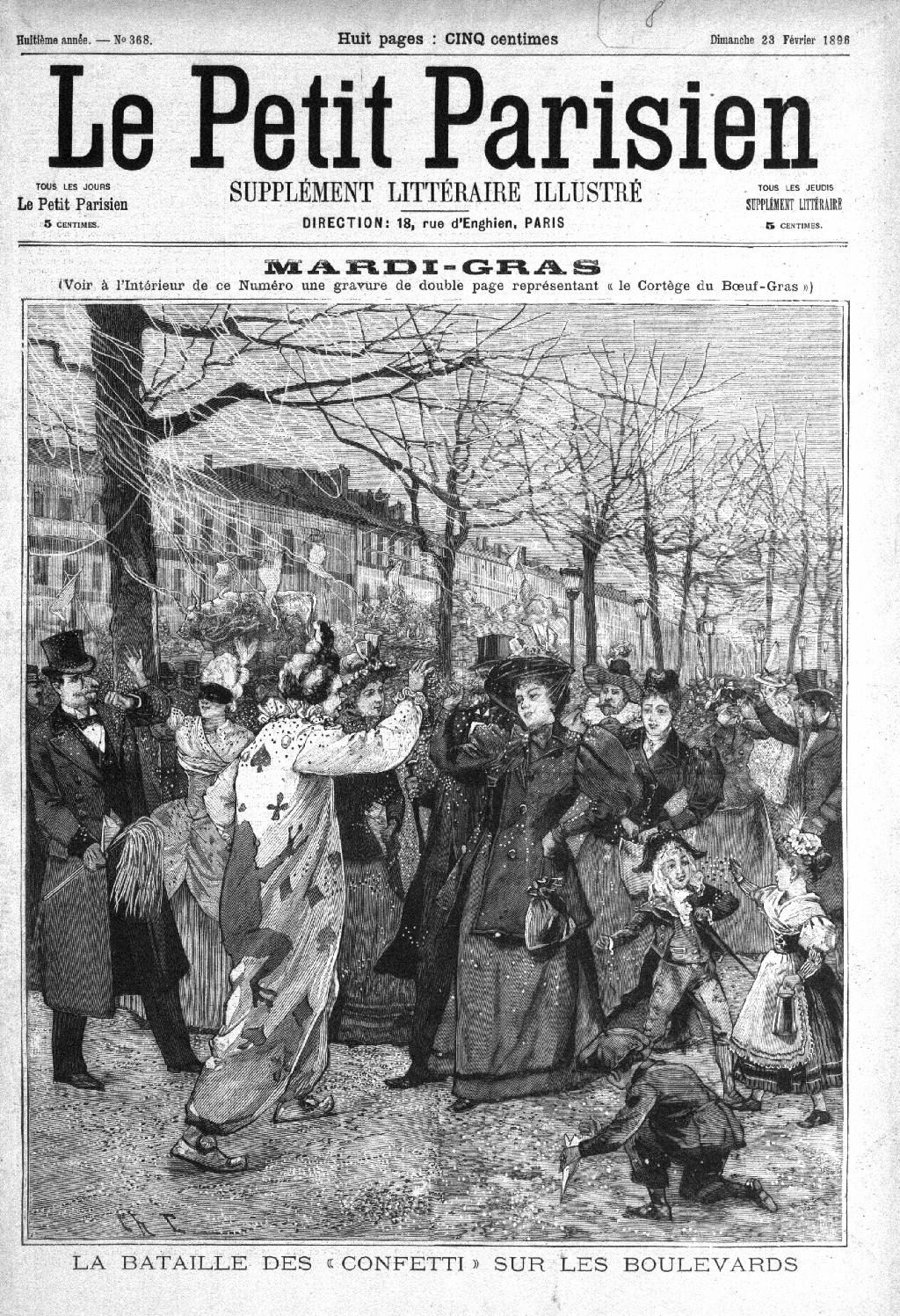
Édition du petit parisien présentant le carnaval de Mardi gras en 1896 à Paris.

- Lune de Mardi gras, tonnerre entendra[10].
- À Mardi gras, qui n'a pas de viande tue son coq. Qui n'a pas de coq tue sa femme[11].
- Quand Mardi gras est de vert vêtu, Pâques met des habits blancs[11].
- Au Mardi gras, l’hiver s’en va[12].
- Mardi gras sous la pluie, l'hiver s'enfuit[13].
- Si le soleil est là pour Mardi gras, il reparaîtra tout le Carême[14].
- Mardi gras près du feu, Pâques auprès de la porte ; Mardi gras près de la porte, Pâques auprès du feu[14].
- Mardi gras, beau temps, beau foin[15].
- Si le soleil luit tôt le matin, semailles de Mardi gras vont bien[15].
- Le soir de Mardi gras, il faut danser sur les fumiers pour avoir des navets[16].
- Mardi gras pluvieux, fait le cellier huileux[13] (Périgord).
- Le jour de Mardi gras, si les noyers sont mouillés, y'aura des noix[17] (Charente).
- Lune quand tu la verras nouvelle le Mardi gras, force tonnerre tu entendras[17] (Aveyron).
- Quand Mardi gras est gras, Mardi gras est gros. (Alpes-de-Haute-Provence)
- Quand Mardi gras est là alors enlevez vos balances et faites vos crêpes. (Challans)

### Citations
- « Un jour par an, le Mardi gras par exemple, les hommes devraient retirer leur masque des autres jours », citations de Eugène Avtsine, dit Claude Aveline[11], 1963.
- « Un Turc, qui était passé à Paris le temps du carnaval, racontait au sultan, à son retour à Constantinople, que les Français devenaient fous en certains jours, mais qu'un peu de cendre, qu'on leur appliquait sur le front, les faisait rentrer dans leur bon sens », Louis Julien Larcher[18] (1808-1865)